# Joey Veerman
Johannes Cornelis Maria Veerman, dit Joey Veerman, né le 19 novembre 1998 à Purmerend aux Pays-Bas, est un footballeur international néerlandais qui évolue au poste de milieu central au PSV Eindhoven.

## Biographie

### FC Volendam
Né à Purmerend aux Pays-Bas, Joey Veerman commence le football au RKAV Volendam avant de rejoindre en 2005 le FC Volendam où il fait toute sa formation. Le 30 avril 2015, il signe son premier contrat professionnel qui le lie au club jusqu'en juin 2017. C'est avec ce club qu'il débute en professionnel, alors que le FC Volendam évolue en deuxième division néerlandaise. Il joue son premier match le 9 septembre 2016, dans cette compétition, face au VVV Venlo. Il est titularisé et son équipe l'emporte par un but à zéro.
Le 20 janvier 2017, il inscrit ses premiers buts en Eerste Divisie, en étant l'auteur d'un doublé lors de la réception du FC Eindhoven (victoire 3-1). Par la suite, le 6 octobre 2017, il inscrit un second doublé en Eerste Divisie, lors de la réception du SC Telstar (défaite 3-4 de Volendam).
Le 31 août 2018, lors d'un match de championnat face au Jong AZ (en) (1-1 score final), Veerman sort sur blessure. Le joueur est victime d'une fracture du pied qui le tient éloigné des terrains pour plusieurs mois,,.

### SC Heerenveen
Lors de l'été 2019, Joey Veerman s'engage au SC Heerenveen. Le dernier joueur à être passé de Volendam à Heerenveen, n'est autre que son homonyme Henk Veerman. Joey Veerman a d'ailleurs choisit le numéro 20, le même que portait Henk. Il joue son premier match sous ses nouvelles couleurs le 31 août 2019, lors de sa première apparition dans l'Eredivisie, face au Fortuna Sittard (1-1). Il inscrit son premier but dans ce championnat le 21 décembre 2019, à l'occasion de la réception de l'Heracles Almelo (1-1). Veerman s'impose dès sa première saison comme l'un des joueurs clés du SC Heerenveen, et l'un des meilleurs milieux du championnat. Il est par ailleurs élu meilleur jeune joueur d'Eredivisie au mois de février 2020.
Le 19 mars 2021, lors d'un match de championnat face au FC Twente (0-0 score final), Joey Veerman porte pour la première fois le brassard de capitaine du SC Heerenveen, en l'absence de Henk Veerman (l'attaquant étant revenu au club en 2020 et étant désigné capitaine habituellement).
Lors de l'été 2021, Veerman est très courtisé par plusieurs équipes comme les Glasgow Rangers ou l'AZ Alkmaar mais le prix demandé par Heerenveen pour son transfert est trop élevé pour ses prétendants.

### PSV Eindhoven
Le 4 janvier 2022, lors du mercato hivernal, Joey Veerman s'engage en faveur du PSV Eindhoven pour un contrat courant jusqu'en juin 2026, alors qu'il était notamment courtisé par le Feyenoord Rotterdam, où l'entraîneur Arne Slot désirait le recruter. 
Il remporte le premier trophée de sa carrière en étant titularisé le 17 avril 2022, lors de la finale de la coupe des Pays-Bas contre l'Ajax Amsterdam, que le PSV remporte sur le score de deux buts à un,.
Veerman se montre notamment décisif lors des matchs qualificatifs pour la Ligue des champions 2022-2023, lors de la double confrontation face à l'AS Monaco. Il est buteur au match aller le 2 août 2022 (1-1 score final,, tout comme au retour le 9 août 2022 (victoire 3-2 du PSV après prolongation),. Le PSV est toutefois éliminé par les Glasgow Rangers au tour suivant mais reversé dans la phase de groupe de Ligue Europa 2022-2023. Veerman s'y distingue en réalisant notamment un doublé contre le FC Zurich le 13 octobre 2022, contribuant à la victoire des siens (5-0 score final),, et en marquant un nouveau but lors de la victoire de son équipe face à l'Arsenal FC le 27 octobre 2022 (2-0 score final). Il participe donc activement à la qualification de son équipe pour le tour suivant,.
Lors de la saison 2023-2024 il remporte le Championnat des Pays-Bas, participant au 25e titre de l'histoire du club.
Le 1er septembre 2024, Veerman marque son premier but de la saison 2024-2025, face au Go Ahead Eagles, en championnat. Titulaire, il participe à la victoire de son équipe par trois buts à zéro.

### En sélection
Le 2 septembre 2022, Joey Veerman est récompensé de ses prestations en club avec le PSV Eindhoven en étant convoqué pour la première fois avec l'équipe nationale des Pays-Bas par le sélectionneur Louis van Gaal, dans une pré-liste de 32 joueurs. Veerman n'est finalement pas retenu dans la liste finale, et ne fait pas non partie de la liste de van Gaal pour participer à la Coupe du monde 2022 révélée en novembre 2022, ce qui constitue une grande déception pour le joueur qui n'était cette fois même pas dans la liste des 39 présélectionnés. 
Veerman honore finalement sa première sélection avec les Pays-Bas le 18 juin 2023. C'est le nouveau sélectionneur Ronald Koeman qui lui donne sa chance en le lançant lors du match pour la troisième place de la Ligue des nations 2022-2023 contre l'Italie. Il entre en jeu à la place de Mats Wieffer et délivre une passe décisive pour Georginio Wijnaldum mais ne peut empêcher la défaite de son équipe par trois buts à deux,.
Le 29 mai 2024, il figure dans la liste des 26 joueurs néerlandais retenus par Ronald Koeman pour participer à l'Euro 2024.

## Statistiques

### En club
| Saison                | Club                  | Championnat           | Championnat | Championnat | Coupe(s) nationale(s) | Coupe(s) nationale(s) | Supercoupe | Supercoupe | Compétition(s) continentale(s) | Compétition(s) continentale(s) | Compétition(s) continentale(s) | Play-offs | Play-offs | Total | Total |
| Saison                | Club                  | Division              | M.          | B.          | M.                    | B.                    | M.         | B.         | Comp.                          | M.                             | B.                             | M.        | B.        | M.    | B.    |
| 2016-2017             | FC Volendam           | Eerste Divisie        | 28          | 3           | 4                     | 0                     | -          | -          | -                              | -                              | -                              | 2         | 0         | 34    | 3     |
| 2017-2018             | FC Volendam           | Eerste Divisie        | 34          | 7           | 2                     | 0                     | -          | -          | -                              | -                              | -                              | -         | -         | 36    | 7     |
| 2018-2019             | FC Volendam           | Eerste Divisie        | 8           | 2           | -                     | -                     | -          | -          | -                              | -                              | -                              | -         | -         | 8     | 2     |
| 2019-2020             | FC Volendam           | Eerste Divisie        | 3           | 0           | -                     | -                     | -          | -          | -                              | -                              | -                              | -         | -         | 3     | 0     |
| Sous-total            | Sous-total            | Sous-total            | 73          | 12          | 6                     | 0                     | -          | -          | -                              | -                              | -                              | 2         | 0         | 81    | 12    |
| 2019-2020             | SC Heerenveen         | Eredivisie            | 22          | 4           | 4                     | 1                     | -          | -          | -                              | -                              | -                              | -         | -         | 26    | 5     |
| 2020-2021             | SC Heerenveen         | Eredivisie            | 31          | 7           | 4                     | 2                     | -          | -          | -                              | -                              | -                              | -         | -         | 35    | 9     |
| 2021-2022             | SC Heerenveen         | Eredivisie            | 18          | 3           | 2                     | 1                     | -          | -          | -                              | -                              | -                              | -         | -         | 20    | 4     |
| Sous-total            | Sous-total            | Sous-total            | 71          | 14          | 10                    | 4                     | -          | -          | -                              | -                              | -                              | -         | -         | 81    | 18    |
| 2021-2022             | PSV Eindhoven         | Eredivisie            | 15          | 4           | 4                     | 2                     | -          | -          | C4                             | 5                              | 0                              | -         | -         | 24    | 6     |
| 2022-2023             | PSV Eindhoven         | Eredivisie            | 33          | 4           | 4                     | 0                     | 1          | 0          | C1+C3                          | 4+8                            | 2+3                            | -         | -         | 50    | 9     |
| 2023-2024             | PSV Eindhoven         | Eredivisie            | 29          | 5           | -                     | -                     | 1          | 0          | C1                             | 11                             | 2                              | -         | -         | 41    | 7     |
| 2024-2025             | PSV Eindhoven         | Eredivisie            | 7           | 1           | -                     | -                     | 1          | 0          | C1                             | 1                              | 0                              | -         | -         | 9     | 1     |
| Sous-total            | Sous-total            | Sous-total            | 84          | 14          | 8                     | 2                     | 3          | 0          | -                              | 29                             | 7                              | -         | -         | 124   | 23    |
| Total sur la carrière | Total sur la carrière | Total sur la carrière | 228         | 40          | 24                    | 6                     | 3          | 0          | -                              | 29                             | 7                              | 2         | 0         | 286   | 53    |

## Palmarès
PSV Eindhoven
- Championnat des Pays-Bas (2) :
  - Champion : 2024 et 2025
- Coupe des Pays-Bas (2) :
  - Vainqueur : 2022 et 2023.

- Supercoupe des Pays-Bas (2) :
  - Vainqueur : 2022 et 2023.